# Sven Michel (curling)
Sven Michel (Brienz, 30 de marzo de 1988) es un deportista suizo que compite en curling.
Ganó cuatro medallas de bronce en el Campeonato Mundial de Curling entre los años 2019 y 2025, tres medallas en el Campeonato Mundial de Curling Mixto Doble entre los años 2011 y 2022, y cuatro medallas en el Campeonato Europeo de Curling entre los años 2013 y 2023.
Participó en dos Juegos Olímpicos de Invierno, ocupando el octavo lugar en Sochi 2014 y el séptimo en Pekín 2022, en la prueba masculina.

## Palmarés internacional
| Campeonato Mundial             | Campeonato Mundial          | Campeonato Mundial | Campeonato Mundial |
| Año                            | Lugar                       | Medalla            | Prueba             |
| ------------------------------ | --------------------------- | ------------------ | ------------------ |
| 2019                           | Lethbridge (Canadá)         | Medalla de bronce  | Equipo             |
| 2021                           | Calgary (Canadá)            | Medalla de bronce  | Equipo             |
| 2023                           | Ottawa (Canadá)             | Medalla de bronce  | Equipo             |
| 2025                           | Moose Jaw (Canadá)          | Medalla de plata   | Equipo             |
| Campeonato Mundial Mixto Doble |                             |                    |                    |
| Año                            | Lugar                       | Medalla            | Prueba             |
| 2011                           | Saint Paul (Estados Unidos) | Medalla de oro     | Mixto doble        |
| 2018                           | Östersund (Suecia)          | Medalla de oro     | Mixto doble        |
| 2022                           | Ginebra (Suiza)             | Medalla de plata   | Mixto doble        |
| Campeonato Europeo             |                             |                    |                    |
| Año                            | Lugar                       | Medalla            | Prueba             |
| 2013                           | Stavanger (Noruega)         | Medalla de oro     | Equipo             |
| 2014                           | Champéry (Suiza)            | Medalla de bronce  | Equipo             |
| 2022                           | Östersund (Suecia)          | Medalla de plata   | Equipo             |
| 2023                           | Aberdeen (Reino Unido)      | Medalla de bronce  | Equipo             |